# Cryptocarya borneensis
Cryptocarya borneensis är en lagerväxtart som beskrevs av André Joseph Guillaume Henri Kostermans. Cryptocarya borneensis ingår i släktet Cryptocarya och familjen lagerväxter. Inga underarter finns listade i Catalogue of Life.